# أثينا سلمان
أثينا سلمان (بالإنجليزية: Athena Salman)‏ (وُلدت عام 1989 في فينيكس) سياسية أمريكية من أصل فلسطيني، وعضو الحزب الديمقراطي في مجلس النواب في ولاية أريزونا. اُنتخبت لتمثيل المنطقة 26 في عام 2016 وأعيد انتخابها في الانتخابات الأمريكية 2020.

## حياتها
وُلدت أثينا سلمان في مدينة فينيكس بولاية أريزونا. لأب من فلسطين، وأم من المكسيك.
تخرجت بامتياز مع مرتبة الشرف من جامعة ولاية أريزونا وحصلت على درجات علمية في الاقتصاد والعلوم السياسية.

## الحياة مهنية
في عام 2016 هزمت سلمان النائبة الحالية سيليست بلاملي ‏ ومايكل مارتينيز في الانتخابات التمهيدية الديمقراطية في المنطقة 26. هزمت سلمان الجمهوري ستيفن أدكنز ومرشحة الحزب الأخضر كارا تروخيو في الانتخابات العامة. في عام 2018 هزمت سلمان الجمهوري راي سبيكمان في الانتخابات العامة. وفي كلا الانتخابين ترشحت سلمان كمرشح نظيف ولم يتلق أي مساهمات من لجان العمل السياسي.
تصدرت سلمان الملحدة عناوين الصحف الوطنية خلال جلستها التشريعية الأولى عندما ألقت صلاة إنسانية على أرضية مجلس النواب والتي قاموا بإقصائها من قبل رئيس مجلس النواب في ولاية أريزونا.
في عام 2018 استمع إلى تشريع سلمان لتوفير منتجات النظافة النسائية غير المحدودة للنساء المسجونات في لجنة مكونة من الذكور فقط. ونتيجة لذلك نشأت حملة فيروسية للضغط من أجل التغيير الفوري مما أدى إلى تغيير السياسة من قبل إدارة الإصلاحات في ولاية أريزونا والتي زادت من حصة الفوط الصحية ولأول مرة تضمنت السدادات القطنية.
كانت سلمان واحدة من تسع نساء تقدمن باتهامات التحرش الجنسي ضد عضو مجلس النواب السابق في ولاية أريزونا دون شوتر مما أدى في النهاية إلى طردها.
أيدت سلمان الاقتراح رقم 205 في عام 2016 والذي من شأنه أن يشرع الاستخدام الترفيهي للماريجوانا لمن يبلغون 21 عامًا أو أكثر. ويدعم سلمان أيضًا التعليم العام وإصلاح الهجرة وحقوق الإنجاب والمساواة بين المثليين.
في الأول من يناير 2024 قدمت سلمان استقالتها من المجلس التشريعي إلى رئيس مجلس النواب بن توما. استقالت من أجل تولي منصب مدير حملات ولاية أريزونا للفصل الحكومي لحرية الإنجاب للجميع.

## اعترُّاف
اعترف بسلمان كأفضل سياسي في عام 2018 من قبل صحيفة فينيكس نيويورك تايمز وقاموا بتسميتها من قبل أفضل عشرة صناع أخبار لمراقبتهم في عام 2019 من قبل صحيفة أريزونا ريبابليك. حصل سلمان وعضو مجلس الشيوخ خوان مينديز ‏ على جائزة أفضل زوجين قويين لعام 2017 من صحيفة فينيكس نيوتايم. حصلت أيضًا على جائزة مارتن لوثر كينغ للتنوع من مدينة تيمبي في عام 2016.

## جوائز وتكريمات
- نالت لقب أفضل سياسية عام 2018 من صحيفة .[19]
- أدرجتها The Arizona Republic في قائمة "أفضل 10 صناع أخبار" عام 2019 .
- حازت جائزة التنوع مارتن لوثر كينغ من مدينة تيمبي عام 2016 .
- إلى جانب جائزة أفضل ثنائي سياسي برفقة خوان مينديز عام 2017 .